# Pseudocrenilabrus
Pseudocrenilabrus es un género de peces de la familia Cichlidae y de la orden de los Perciformes. Es endémico de las cuencas fluviales de África Central y África Oriental.

## Especies
Actualmente hay cuatro especies reconocidas en este género:
- Pseudocrenilabrus multicolor (C. H. Schöller, 1903)
- Pseudocrenilabrus nicholsi (Pellegrin, 1928)
- Pseudocrenilabrus philander (M. C. W. Weber, 1897)
- Pseudocrenilabrus pyrrhocaudalis (Katongo, Seehausen & Snoeks, 2017)[2]